# Mestia
Mestia (georgià: მესტია, pronunciat [mɛstʼiɑ]) és un poble (daba) de muntanya del nord-oest de Geòrgia, a una alçada de 1500 metres sobre el nivell del mar en una vall de les Muntanyes del Caucas.
Està situat a Svanètia, a la regió (mkhare) de Mingrèlia - Alta Svanètia (Samegrelo - Zemo Svaneti), uns 128 quilòmetres al nord-est de la capital regional Zúgdidi. Mestia juntament amb 132 pobles forma el Municipi de Mestia, que té una superfície de 3.044 km² i una població de 9.316 habitants al cens de 2014, dels quals 1.973 són a la pròpia població de Mestia. L'any 1968 va rebre l'estatus d'assentament de tipus urbà (daba).
Històricament es considera la capital de l'Alta Svanètia o Zemo Svaneti. Antigament rebia el nom de Seti (georgià: სეთი). Té una important població de cultura svan i idioma svanetià. Malgrat la seva mida petita, el poble va ser un important centre per a la cultura georgiana durant segles i té monuments medievals com esglésies i fortificacions, considerats Patrimoni Mundial de la UNESCO sota la inscripció d'Alta Svanètia. Especialment conegudes són les torres (torres svan) del mateix estil que les d'Uixguli. Els manuscrits històrics i icones es mostren al Museu d'Història i Etnografia de Mestia.
Mestia també és coneguda com un centre del turisme de muntanya per la seva proximitat a les altes muntanyes del Gran Caucas, com ara l'Uixba o fins i tot el Xkhara.
Disposa d'un petit aeroport anomenat Aeroport de la Reina Tamara en honor de la reina Tamara de Geòrgia.

## Galeria

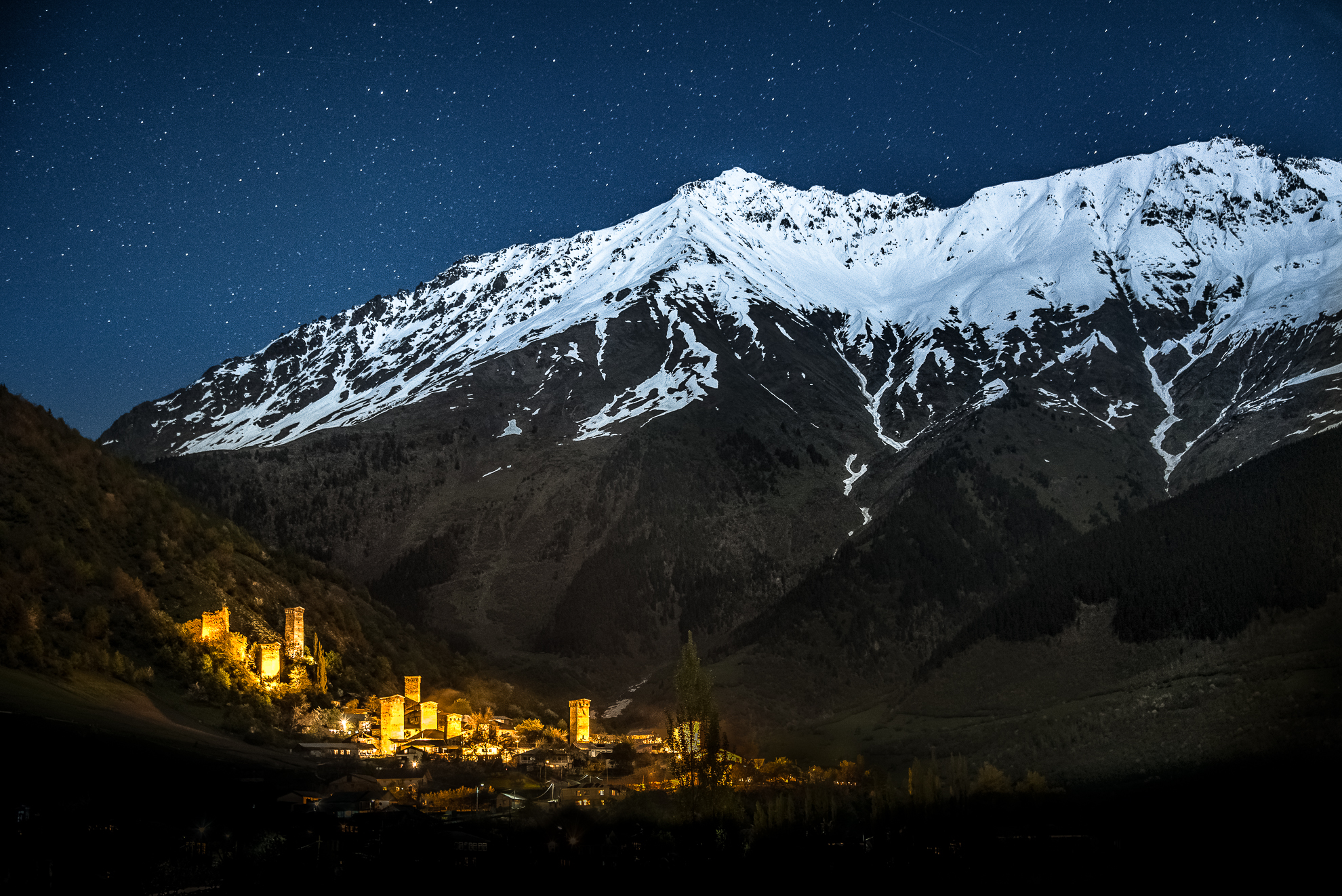
Torres de Mestia il·luminades
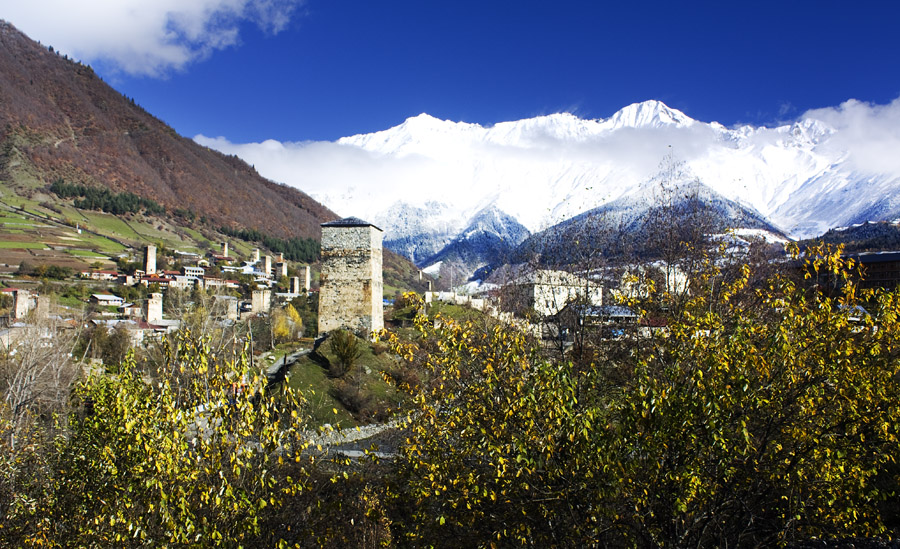
Mestia a la tardor
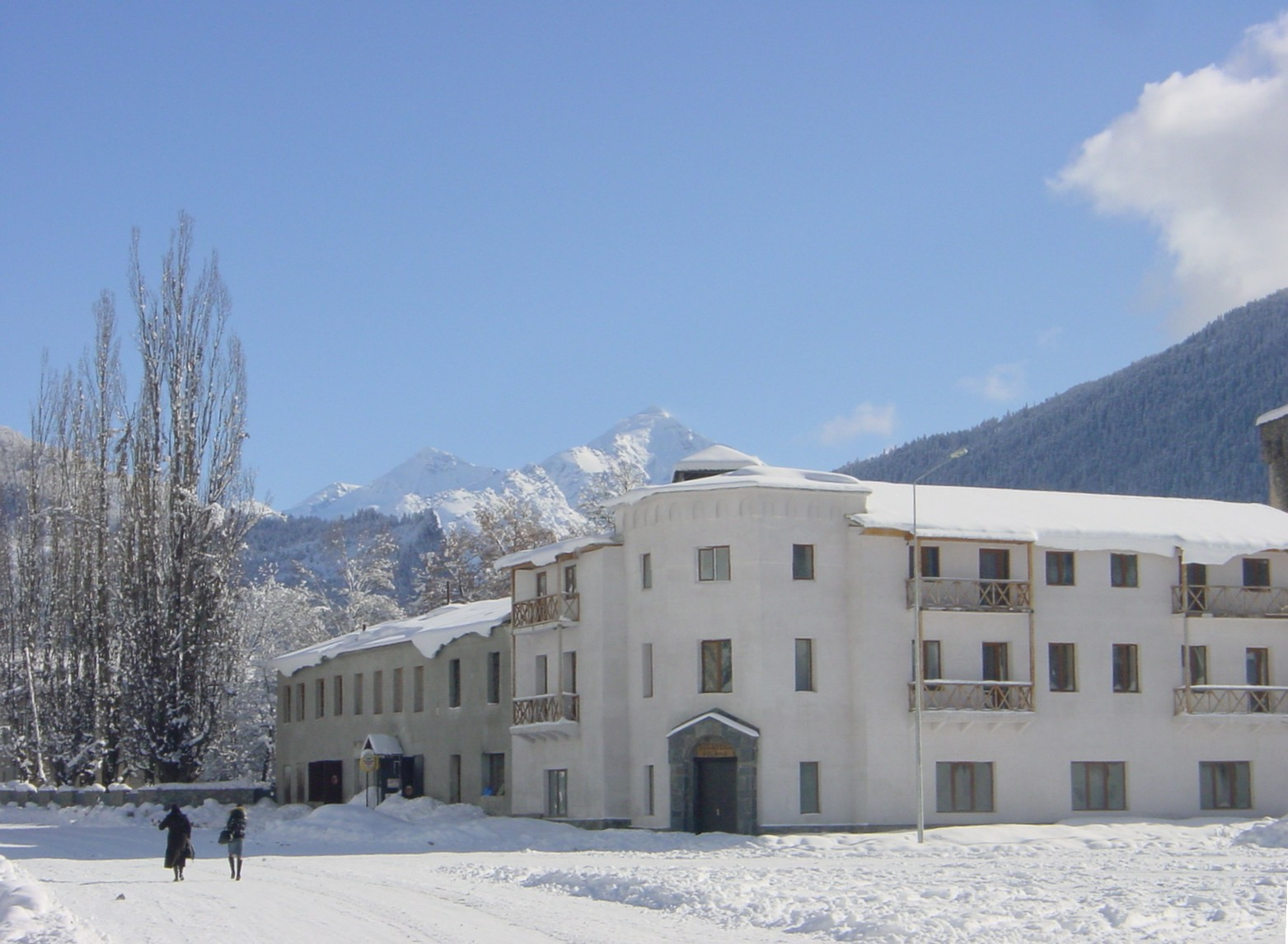
Plaça a l'hivern
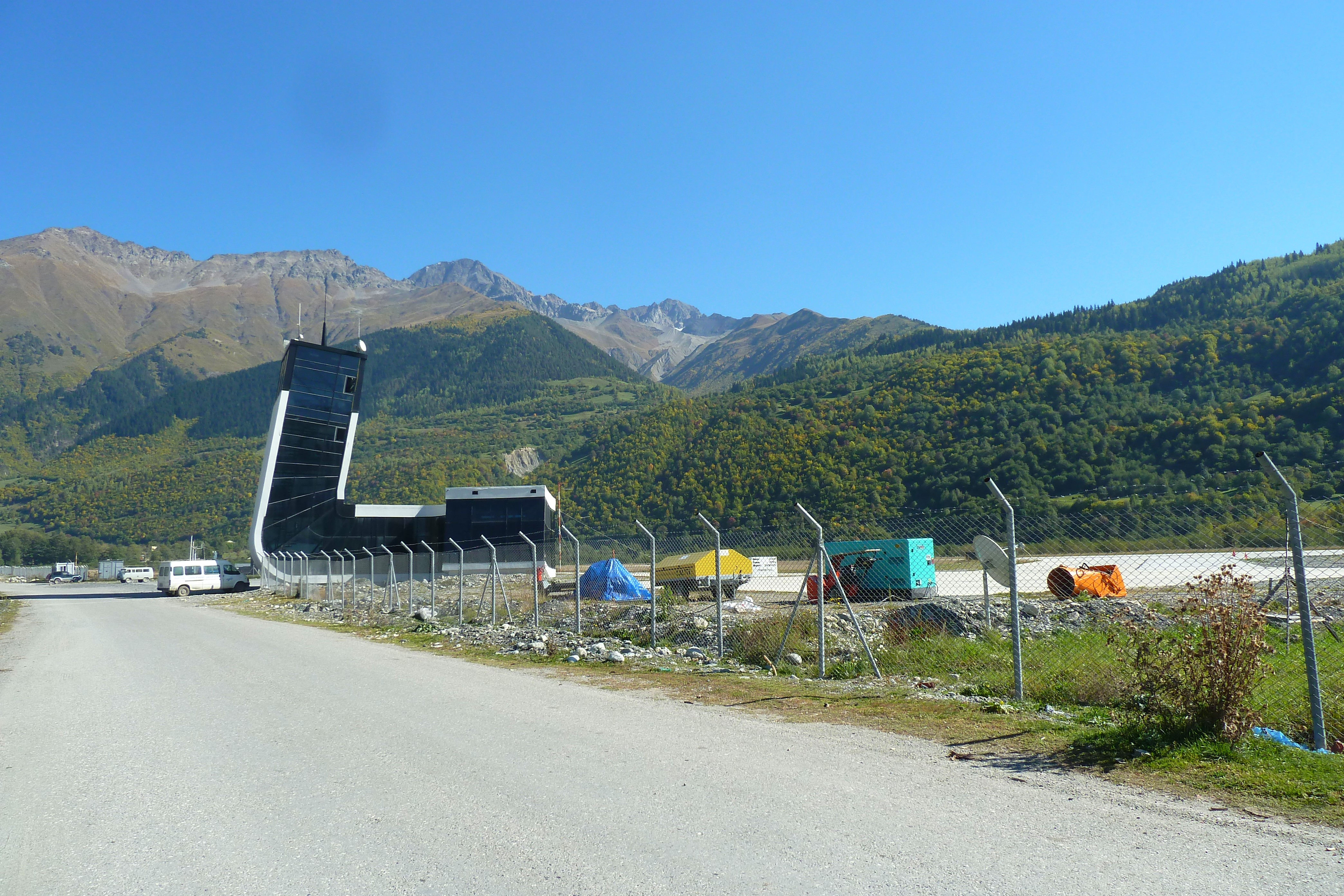
Aeroport de Mestia
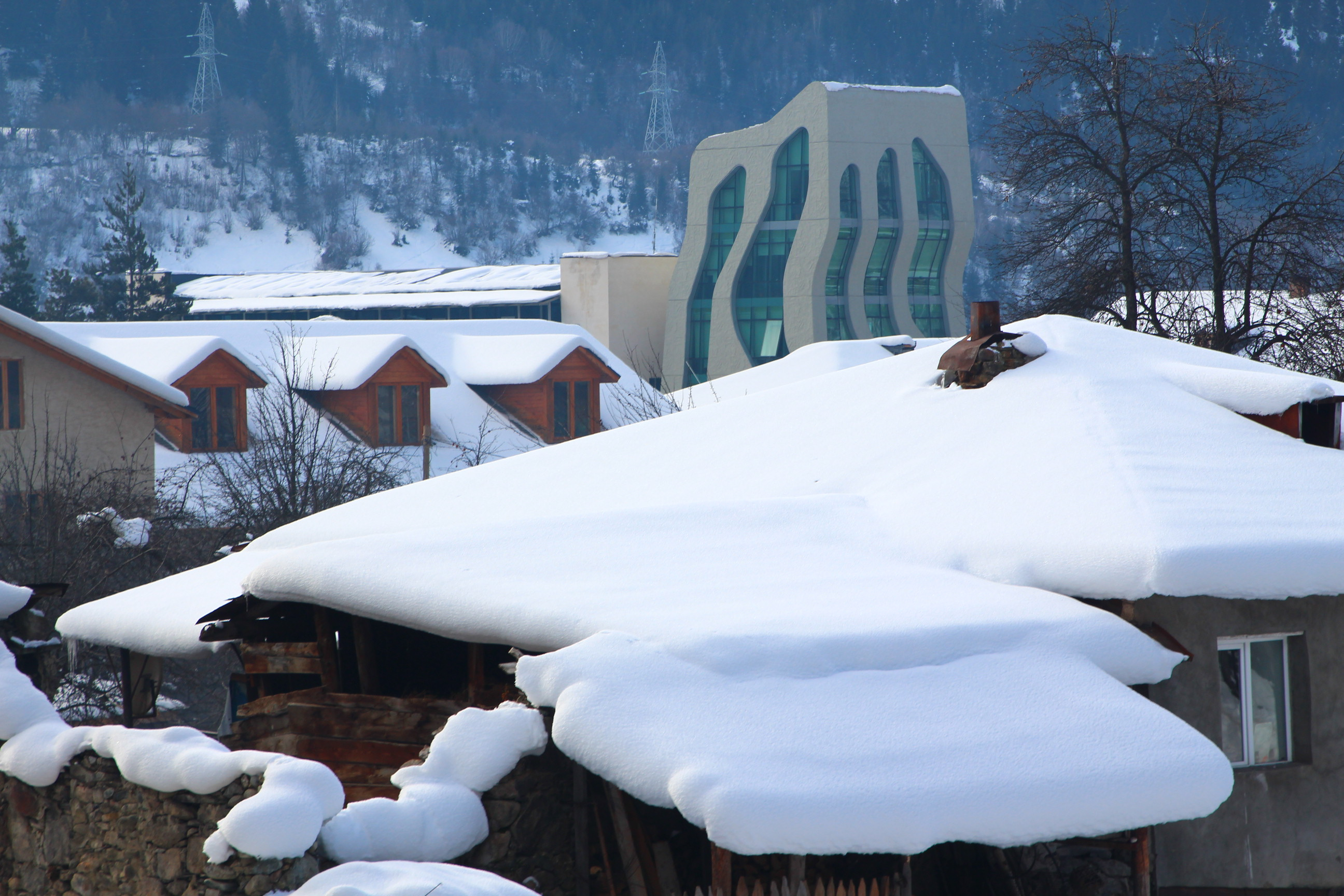
Mestia a l'hivern
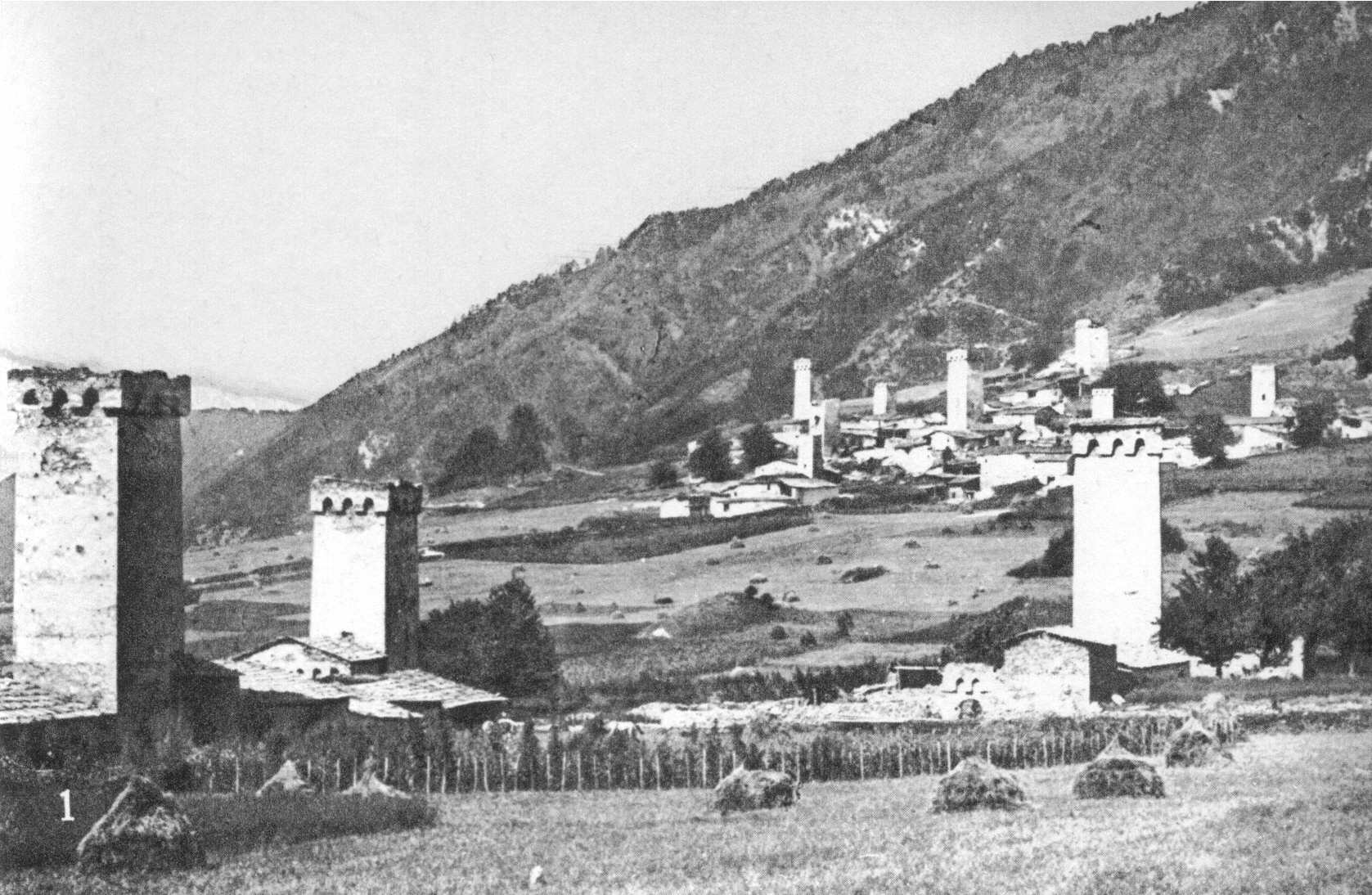
Torres a una fotografia de Mestia del 1890
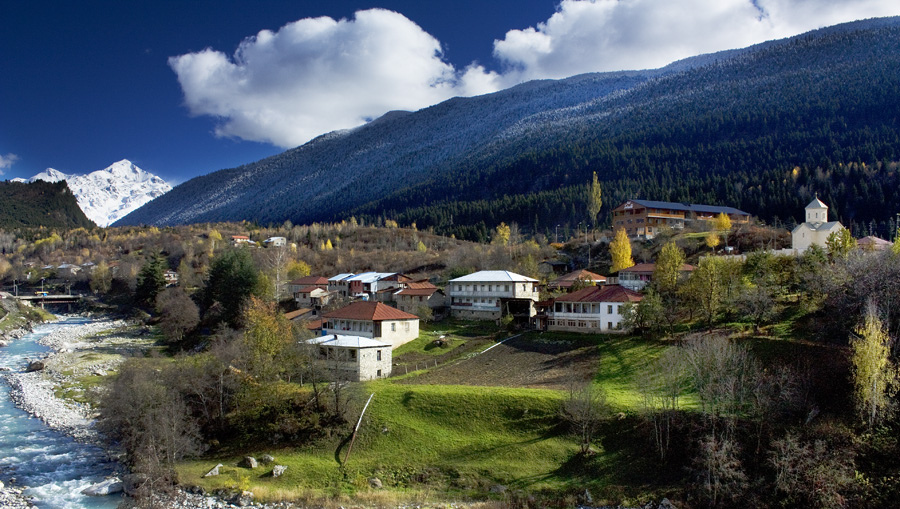
Mestia a la tardor